# Herto Bouri
La formación Bouri o Herto Bouri es una formación geológica de Etiopía donde se han hallado fósiles de australopitecinos y Homo, huesos de grandes mamíferos con evidencias de cortes de carnicero. Forma parte de la depresión de Afar otro importante yacimiento fósil como lo son los de Gona y Hadar
La formación está dividida en tres miembros, en los cuales se han hallado fósiles y herramientas de diferentes períodos de la evolución humana

## Geología
La Formación Bouri pertenece a la mal llamada península Bouri, que es una falla geológica.
El área es importante desde que la actividad téctonica en el sur de la depresión de Afar en los últimos millones de años ha creado varios tipos de hábitats para los primeros homínidos durante el Plio-Pleistoceno.

## Fósiles de Hominini
Entre otros, se han hallado importantes fósiles de Hominini, por ejemplo:
- Cráneo de Daka, Homo erectus;
- BOU-VP-12/130, Australopithecus garhi;
- Restos de Herto, Homo sapiens idaltu.

- Datos: Q3643194